# 帯電
帯電（たいでん）は、物体が電気を帯びる現象である。
別の物体から電子を奪った場合には負に帯電し、逆の場合は正に帯電する。奪うことを引き起こす力は別に議論されなければならないが、帯電したまま動かずにいる電気を静電気という。絶縁体同士を摩擦することなどにより、この現象を起こすことができる。たとえばエボナイト棒を乾いた布でこすったり、プラスティックの下敷きで髪をこすったりすると、それぞれ帯電する。帯電した物体が他の物体を引き寄せるなどの性質（クーロン力）を持っていることは、古代から知られていた。近代になってから、この現象の本格的な研究が始まり、これをきっかけに、電磁気学が発展していった。近年ではこうした帯電現象を利用した様々な装置が日常生活に浸透してきている。